# Marco Piccaluga
Marco Piccaluga es un periodista romano nacido el 2 de noviembre de 1970.
Periodista profesional desde 2002. Comienza su carrera periodística en noviembre de 1993 en el semanal “Familia Cristiana”. En el 94 entra como cronista al diario nacional “La Información” hasta el cierre del mismo en 1995. Mientras continúa los estudios colabora con las agencias de prensa (GlobalPress) y radio (Radio Roma - RCV Radio). En 1996 debuta en la televisión con la cadena TeleRoma 56. En el 97 realiza la etapa corta formativa en RAI, redacción crónica del TG1 del TG1. El 98 colabora asiduamente con la agencia AdnKronos, y en el 2000 obtiene al canal de noticias 24 horas INN (Italia News Network, red de noticias de Italia, de la plataforma de Tele+ Digital. Colabora hasta 2003, después con AdnKronos, también con el diario “Il Tempo”, periódico de Roma. A cubierto los juegos Olímpicos de Atenas en 2004 y de Pekìn en 2008 y los mundiales de fútbol Alemania 2006 y Sudáfrica 2010. A 1 de agosto de 2016 ha conducido acerca de 14.000 ediciones de las noticias en televisión y revista de prensa. 
Títulos
- Diplomado en Ciencias de la Comunicación.
- Licenciado en Periodismo.

- Datos: Q2891486
- Multimedia: Marco Piccaluga / Q2891486